# GNOME Games
GNOME Games (o Gnome games) es un kit de juegos para el entorno de escritorio GNOME. Aunque su traducción al español es algo como juegos de Gnome es realmente inusual encontrarlos en la red por esta forma.
Se trata de una colección de 17 juegos que vienen incluidos en el paquete de software Gnome o pueden conseguirse por separado en la red, son de licencia libre y código abierto, simples pero entretenidos y con gráficos que, aunque modestos y sin mucha tecnología, tienden a ser agradables a la vista.
La lista de juegos de Gnome está conformada por:
- Aisleriot
- Blackjack
- Five or more
- Four-in-a-row
- glChess
- Gnome Sudoku
- Gnometris
- Iagno
- Klotski
- Mahjongg
- Mines
- Nibbles
- Robots
- Same Gnome
- Tali
- Tetravex

## Galería

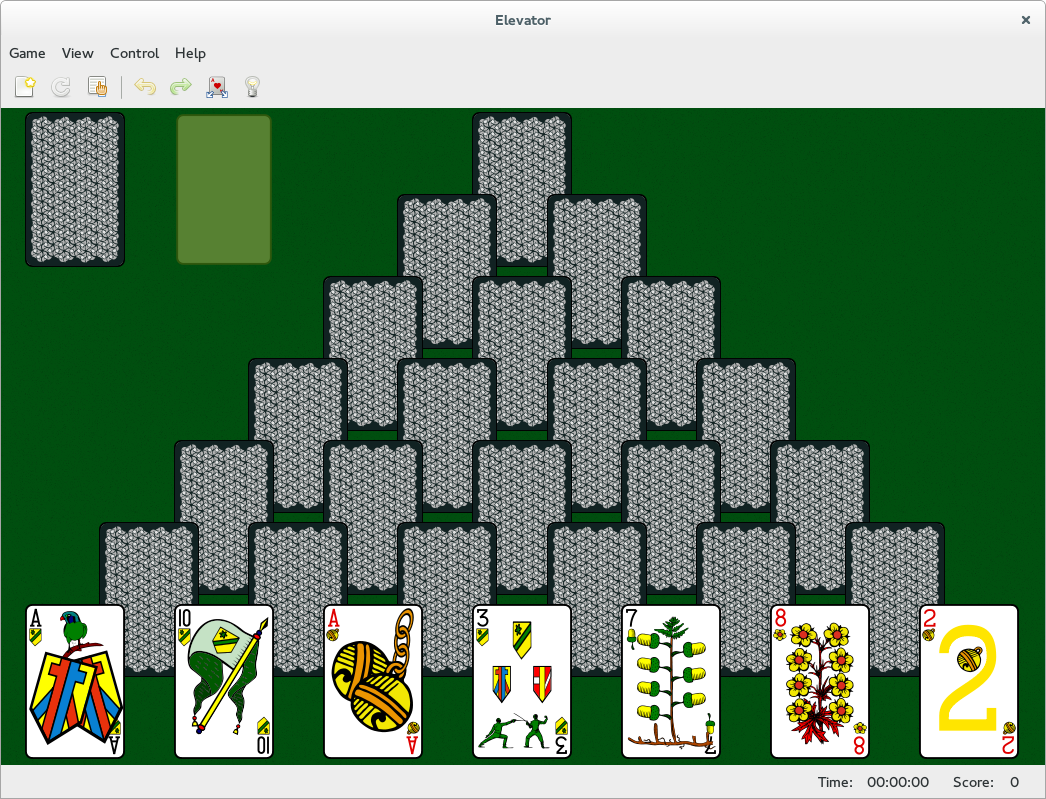
AisleRiot
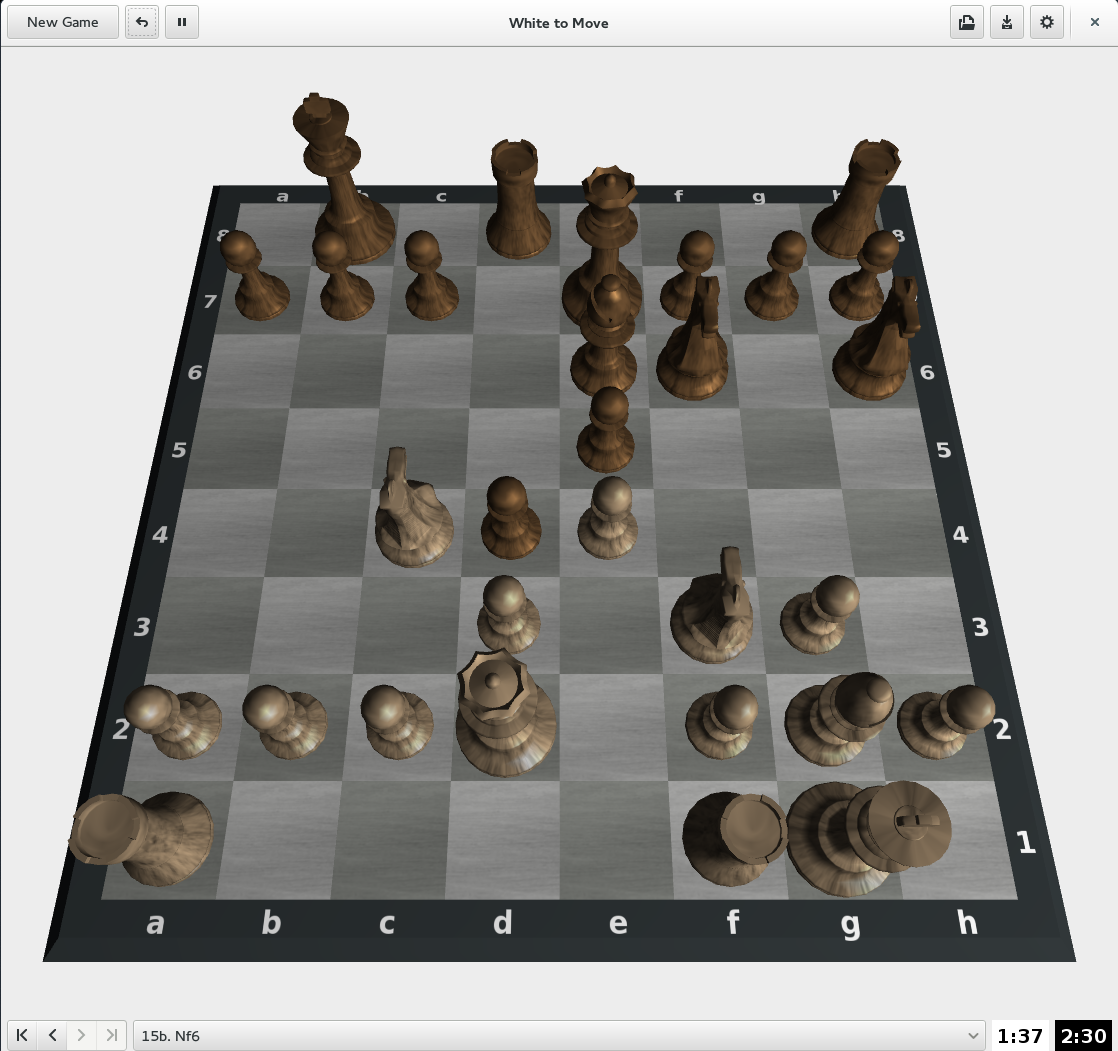
Chess in 3D view
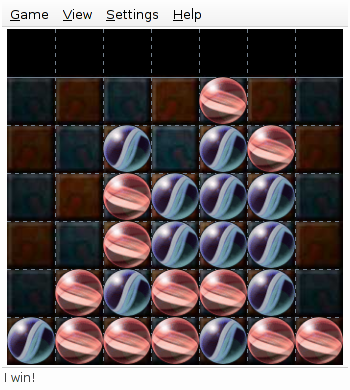
Four in a row
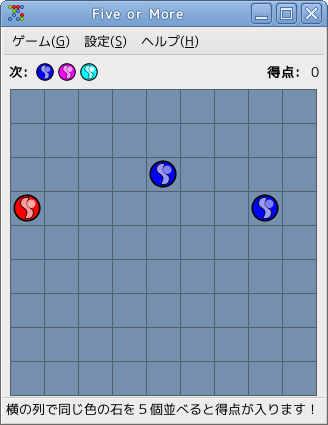
Five or more
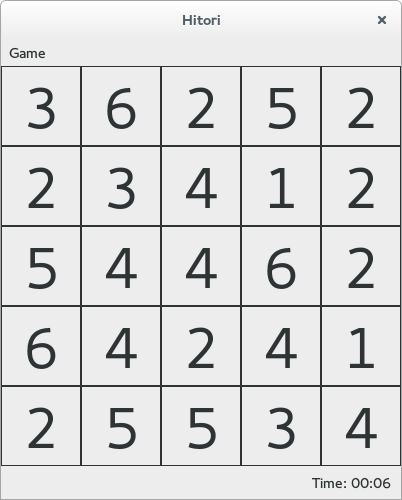
Hitori
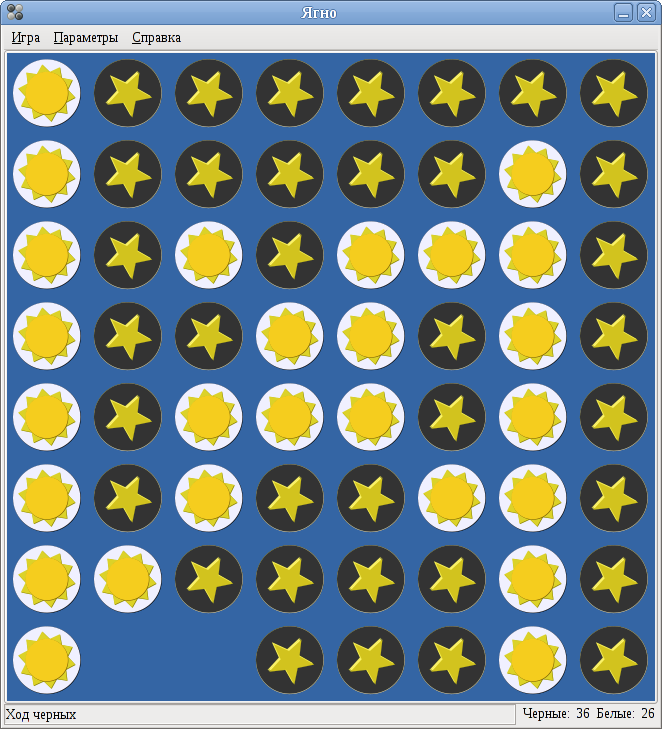
Iagno
Klotski
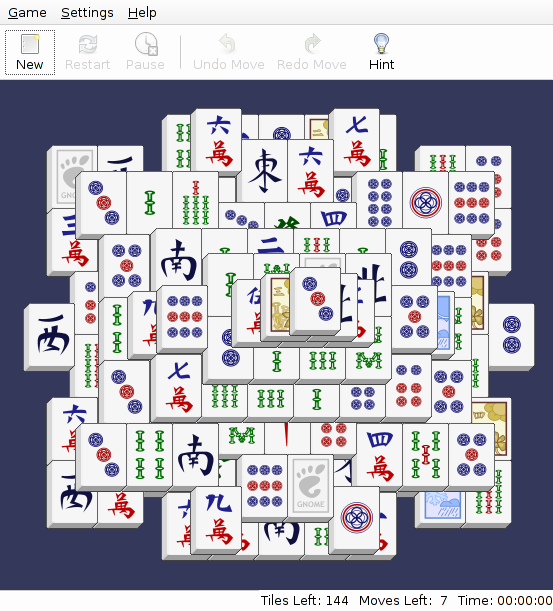
Mahjongg
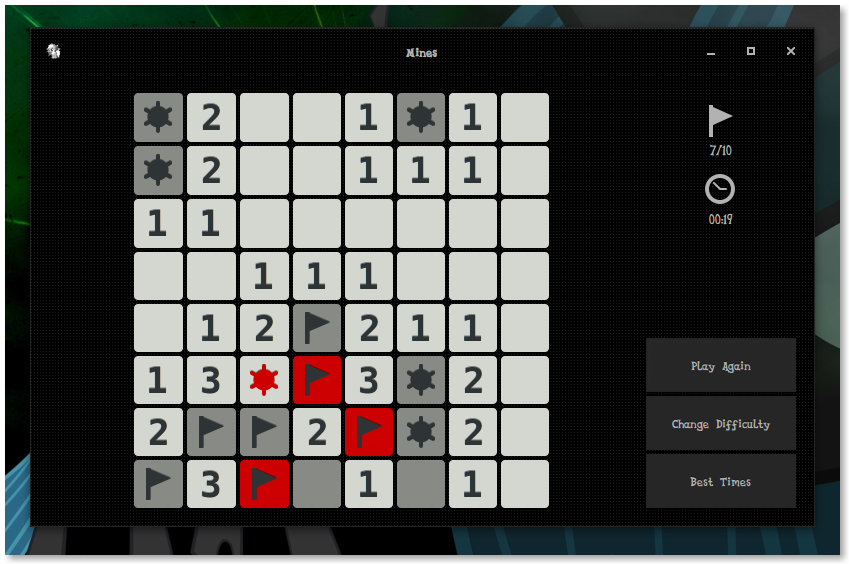
Mines
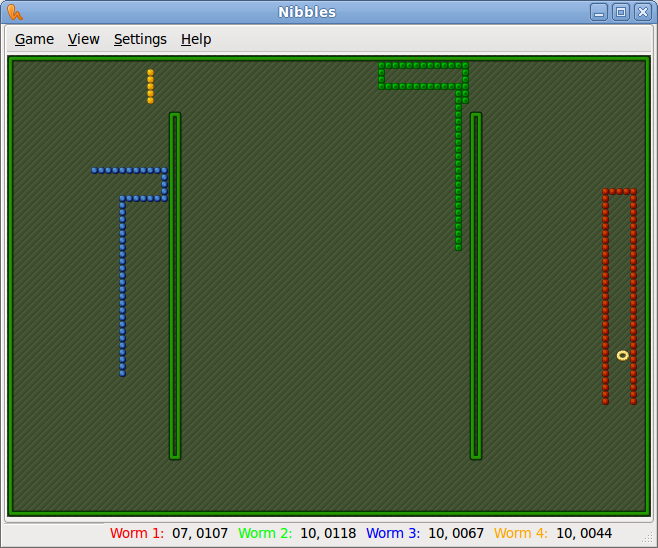
Nibbles
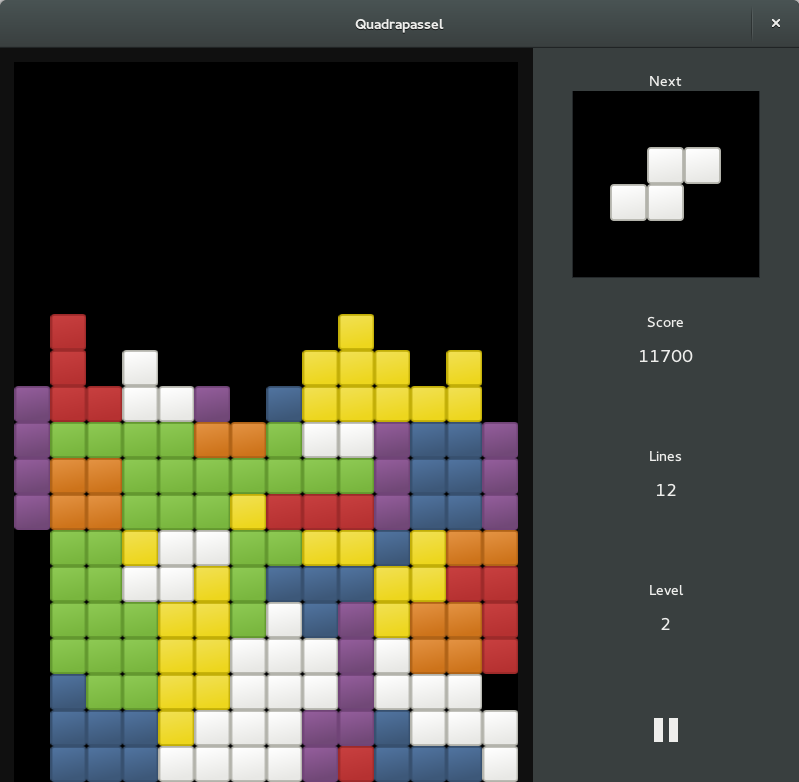
Quadrapassel
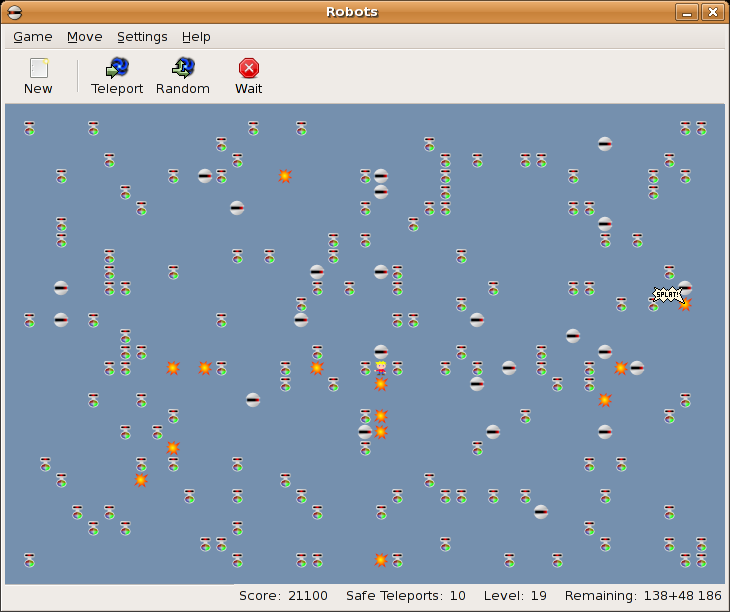
Robots
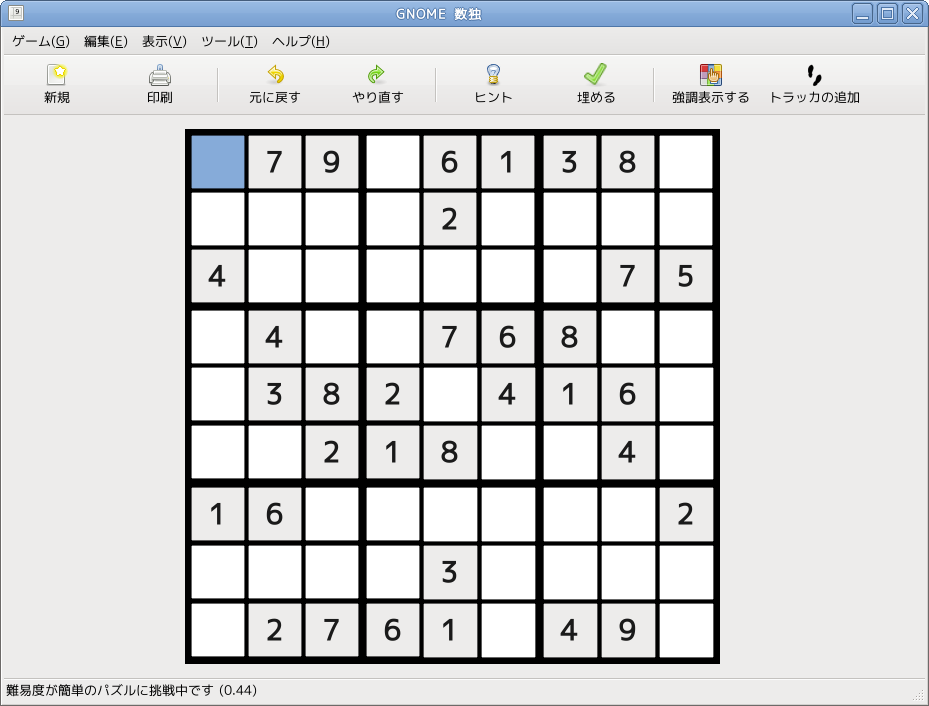
Sudoku
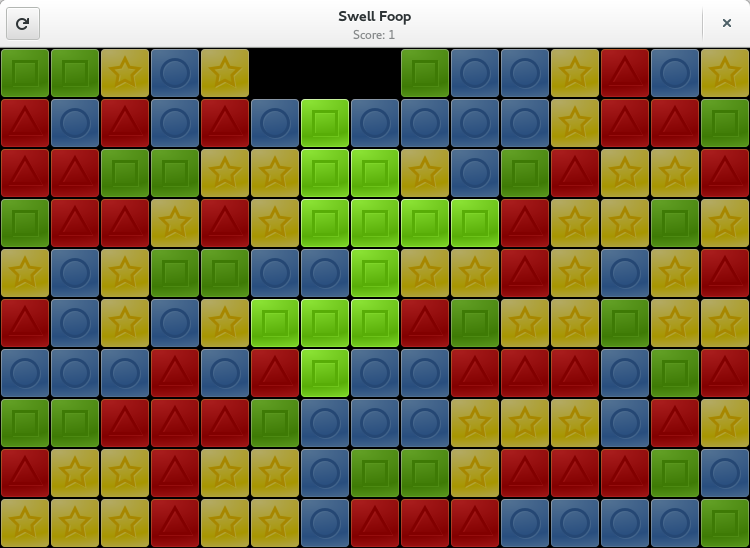
Swell Foop
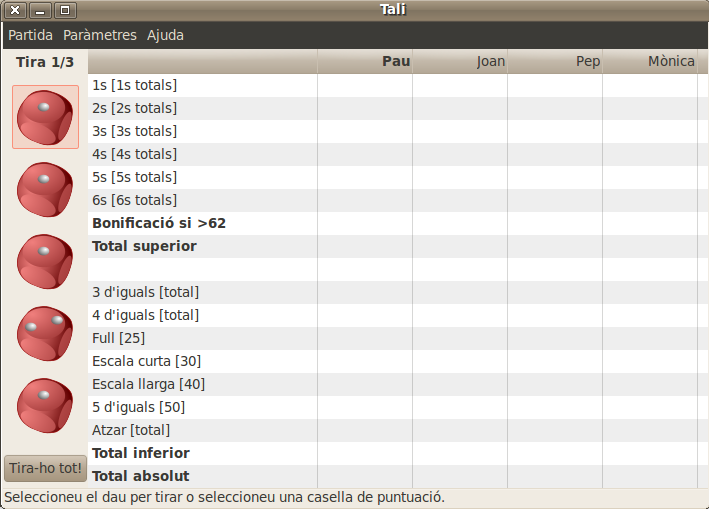
Tali
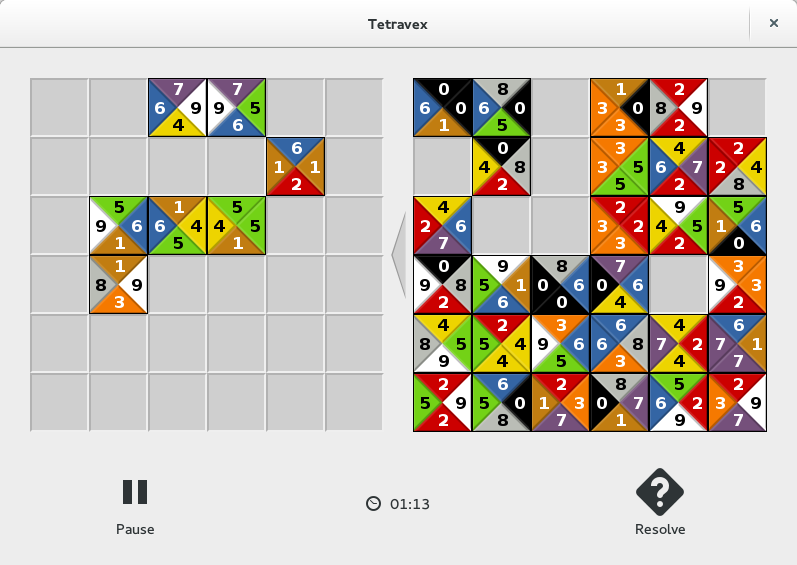
Tetravex
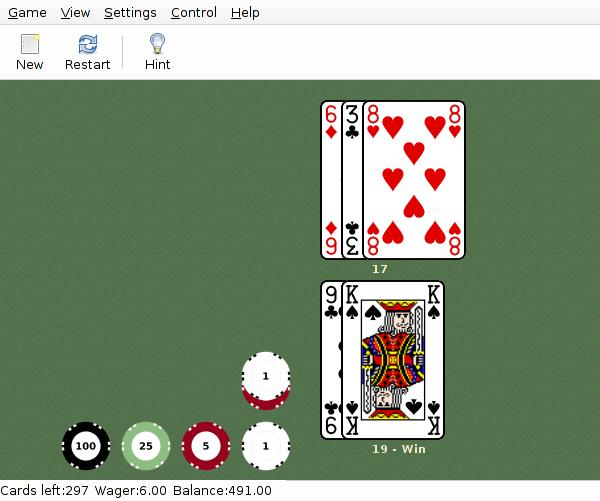
Blackjack